# Emil Liedgren
Karl Gustaf Emil Liedgren, född 21 februari 1879 i Rystads socken i Östergötland, död 9 september 1963, var en svensk teolog, psalmdiktare och psalmhistoriker.
Efter mogenhetsexamen 1897 i Linköping studerade han vid Uppsala universitet, där han 1900 blev filosofie kandidat, 1905 teologie kandidat, 1912 teologie licentiat, 1916 lektor och 1921 teologie doktor. Hans avhandling från 1916 handlade om psalmdiktaren Johan Olof Wallin. Han undervisade vid läroverken (gymnasierna) i Umeå, Örebro och Västerås. Han blev 1909 läroverksadjunkt i Örebro och var 1920–1944 lektor i kristendom i Västerås. År 1939 fick han professors namn.
Han var 1924–1929 ledamot av granskningsnämnden för läroböcker i kristendom, ledamot i 1935 års psalmbokskommitté och deltog som sakkunnig i flera statliga utredningar. Vid kyrkomötet 1934 deltog han som lekmannaombud.
Som psalmhistoriker fick han uppmuntran och inspiration från Nathan Söderblom och Henrik Schück. Han skrev artiklar i Nordisk familjebok (3:e upplagan) och olika tidskrifter.
Som psalmdiktare finns han representerad i 1986 års psalmbok med flera verk: nummer 216, 233, 258, 284, 378, 440 och 530.
När kyrkosångaren Einar Ekberg tog upp Jacob Nyvalls kraftfulla tonsättning av Liedgrens "Ett verktyg i Herrens hand" blev det en mycket populär sång.  
Han fick 1945 Wallinpriset och Wallinmedaljen.
Emil Liedgren gifte sig 1908 med Olga Viktoria Kristina Broman. De var föräldrar till Jan Liedgren. Makarna vilar på Hovdestalunds kyrkogård i Västerås.

## Psalmer
- Mästare, alla söka dig (1986 nr 216), skriven 1919
- Fader, du vars hjärta gömmer (1986 nr 233), skriven 1910
- O liv, som blev tänt (1986 nr 258), skriven 1910
- Ord av evighet (1986 nr 284), skriven 1919
- Gud, hos dig är livets källa (1986 nr 378), skriven 1911
- Min själ, du måste nu glömma (1986 nr 440), översatt 1936
- En dunkel örtagård jag vet (1986 nr 530), skriven 1919
- Min Gud är en väldig hjälte (1937 nr 533), skriven 1912 och 1919